# Majlis al Jinn
Majlis al Jinn también llamada «Majlis al-Jinn» (que quiere decir "lugar de encuentro de los genios"), o con el nombre local de "Khoshilat Maqandeli" es la novena cámara de cueva más grande en el mundo, medida por el área de la superficie del suelo. Ocupa el puesto más alto cuando se mide por el volumen. La cueva está situada en una zona remota de la meseta de Selma a 1380 metros sobre el nivel del mar en el Sultanato de Omán, 100 km al sureste de la capital del país, la ciudad de Mascate.